# 2008 في الاتحاد الأوروبي
أحداث العام 2008 في الاتحاد الأوروبي.
تم تصنيف عام 2008 على أنه:
- السنة الأوروبية للحوار بين الثقافات

## الحكم
- رئيس المفوضية: خوسيه مانويل باروسو، حزب الشعب
- رئاسة المجلس: سلوفينيا (كانون الثاني - حزيران) فرنسا (تموز - كانون الأول)
- رئيس البرلمان: هانز جيرت بوترينج، حزب الشعب
- الممثل السامي: خافيير سولانا، اشتراكيون

## الأحداث
- 1 كانون الثاني - انضمت قبرص ومالطا إلى منطقة اليورو.[1]
- 1 كانون الثاني - أكروتيري وديكيليا يتبنون اليورو.[2]
- 1 كانون الثاني - سلوفينيا تبدأ رئاسة الاتحاد الأوروبي كأول دولة عضوة جديدة.[3]
- 29 آذار - جمهورية التشيك وإستونيا والمجر ولاتفيا وليتوانيا ومالطة وبولندا وسلوفاكيا وسلوفينيا تنفذ اتفاقية شنغن للمطارات.[4]
- 1 تموز - تتولى فرنسا الرئاسة من سلوفينيا.